# لیلیت یرنجاکیان
لیلیت وارتگسی یرنجاکیان (ارمنی: Լիլիթ Վարդգեսի Երնջակյան؛ انگلیسی: Lilit Yernjakyan؛ ۸ فوریهٔ ۱۹۵۰) موسیقی‌شناس و استاد اهل ارمنستان است. وی از سال میلادی تاکنون مشغول فعالیت بوده است.

## زندگی‌نامه
وی در ۸ فوریه ۱۹۵۰ در ایروان به دنیا آمد و از مدرسه موسیقی چایکوفسکی ایروان (۱۹۶۸) و کنسرواتوار دولتی کومیتاس ایروان (۱۹۷۳) فارغ‌التحصیل گشت. وی عضو اتحادیه آهنگسازان ارمنستان (۱۹۸۵) است. وی برنده جوایزی همچون چهره هنری شایسته جمهوری ارمنستان (۲۰۱۳) شد.

## یادداشت
1. ↑  արվեստագիտության դոկտոր